# 後藤輝也
後藤 輝也（ごとう てるや、1991年12月18日 - ）は、ジャパンラグビーリーグワンNECグリーンロケッツ東葛に所属するラグビー選手。

## プロフィール
- 山梨県忍野村出身。
- ポジションはウィング(WTB)。
- 身長 177 cm、体重 80 kg
- ニックネームはゴトゥー、テリー。
- 7人制日本代表に選ばれたことがある。

## 略歴
高校からラグビーを始めた。
2010年、桂高校卒業後、山梨学院大学に入る。
2013年、山梨学院大学ラグビー部の主将に就任し、山梨学院大学の11年ぶりとなる関東大学ラグビーリーグ戦グループ1部昇格に貢献した。
2014年、山梨学院大学卒業後、NECグリーンロケッツ（現・NECグリーンロケッツ東葛）に加入。同年8月23日に行われたジャパンラグビートップリーグ第1節のクボタスピアーズ戦に先発出場で公式戦初出場を果たす。
2016年、リオデジャネイロオリンピックの7人制日本代表に選ばれ、同年12月にはスーパーラグビーサンウルブズの2017年スコッドに入った。